# Tantulacus hoegi
Tantulacus hoegi är en kräftdjursart som beskrevs av Huys, Andersen och Kristensen 1992. Tantulacus hoegi ingår i släktet Tantulacus och familjen Deoterthridae. Inga underarter finns listade i Catalogue of Life.